# МиГ-3
МиГ-3 — советский высотный истребитель-перехватчик времён Второй мировой войны. Мог применяться в качестве штурмовика и пикирующего бомбардировщика.

## История создания
Прототип нового самолёта, эскизный проект которого был разработан ещё в конструкторском бюро при государственном авиационном заводе № 1 под руководством гл. конструктора Н. Н. Поликарпова, а технический проект и постройка проводились уже во вновь организованном ОКБ-1 под руководством А. И. Микояна, несмотря на принятие его к серийной постройке, не удовлетворял всем предъявляемым к нему командованием ВВС требованиям. Прежде всего, нужно было значительно увеличить дальность полёта самолёта. Кроме того, был ещё ряд недостатков, главный из которых — концевой срыв потока и штопор при больших углах атаки. Этот недостаток удалось устранить введением предкрылков. В ходе испытаний самолёта стал разрабатываться модифицированный тип, проходивший испытания в конце 1940 года.

## МиГ-1
В 11.1939 году на совещании у И. В. Сталина было принято решение о выделении из состава КБ Н. Н. Поликарпова группы конструкторов для организации отдельного КБ, которое должно было довести проект нового истребителя «К» до производства. По приказу НКАП № 401 от 8.12.1939 года в помещении бывшего 8-го отдела ЦАГИ был организован опытный цех завода для выполнения программы по опытному строительству двух истребителей и модификаций по ним. Начальником вновь образованного КБ-1 был  назначен зам. гл. конструктора завода № 1 по маневренным истребителям А. И. Микоян.  Одновременно по приказу директора завода № 1 от 8.12.1939 г. на заводе из части ОКБ Поликарпова и СКБ завода (Поликарпов в это время был в командировке за границей) был образован конструкторский отдел, затем преобразованный в ОКБ-1, для реализации проекта «Х» высотного истребителя (И-200). Из состава ОКБ Поликарпова в ОКО было переведено 60 специалистов.
Проект И-200 был закончен и по приказу НКАП от 31.05.1940 года самолёт был запущен в серию под обозначением МиГ-1. Серийное производство самолёта было организовано на московском государственном ордена Ленина авиационном заводе №1.
Основными недостатками МиГ-1 была малая дальность полёта, слабое вооружение и неудовлетворительная статическая продольная устойчивость из-за задней центровки. Самолёт легко попадал в штопор и с трудом выходил из него. Утомляемость лётчика была больше, чем на других самолётах.

### Характеристики МиГ-1
Истребитель МиГ-1 представлял собой низкоплан смешанной конструкции. Его фюзеляж в передней части ферменный, сварной из стальных хромансилевых труб с дюралевой обшивкой, хвостовая часть — деревянный монокок, центроплан — дюралевый. Фонарь — формованный из плексигласа, без бронестекла; крышка сдвижная на роликах. Бронеспинка — 9 мм (первоначально 8). Крыло однолонжеронное, консоли крыла (его площадь 17,44 квадратных метров) — деревянные, оперение — дюралевый каркас, обтянутый полотном. Всего было построено 100 самолётов МиГ-1. На некоторых экземплярах крышка фонаря, первоначально плохо открывавшаяся, не ставилась вовсе, и фонарь был открытым. Потом крышку исправили.

## МиГ-3

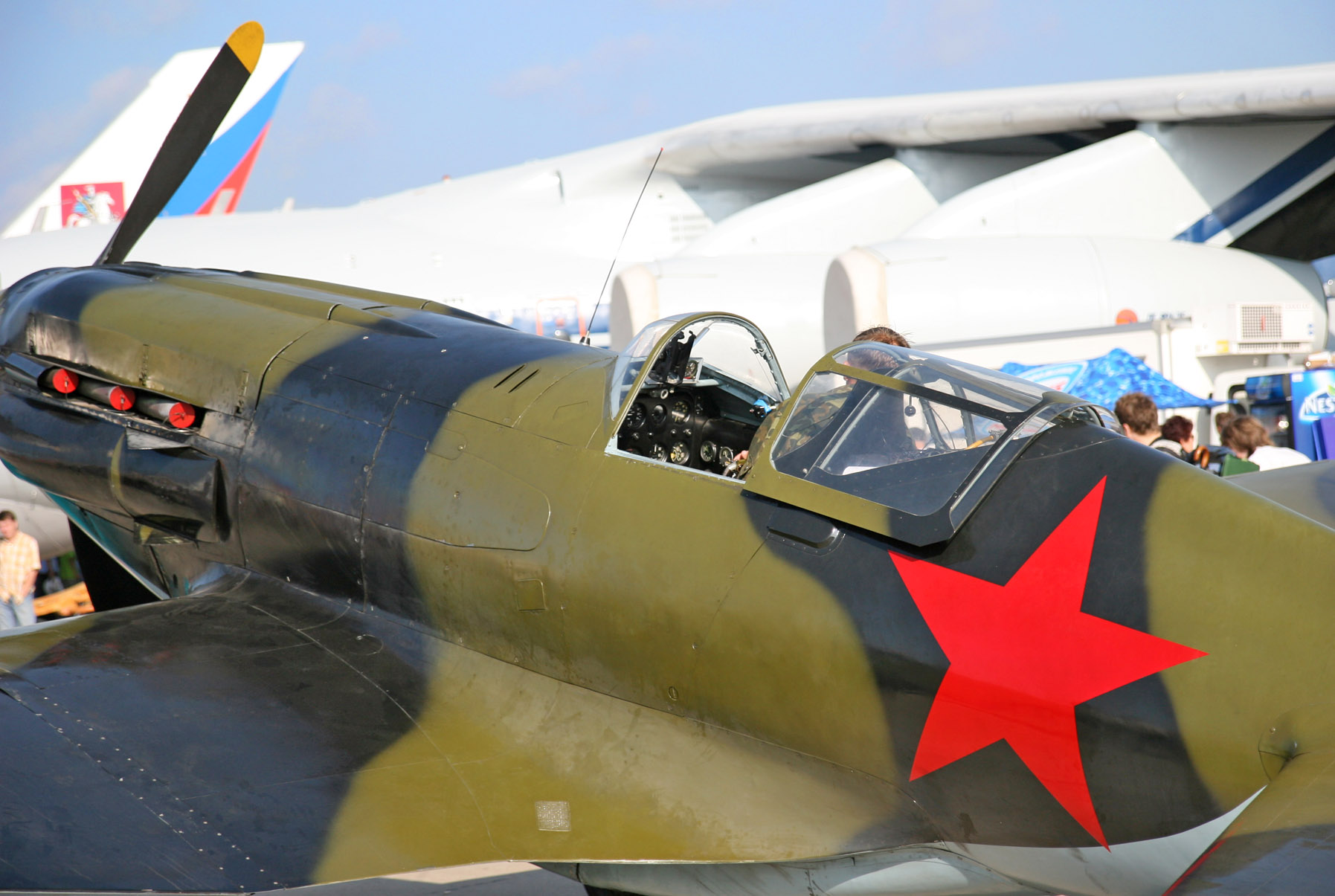
Кабина МиГ-3Р (МАКС-2007)

Проект самолёта И-200 был закончен в 1940 году постройкой двух лётных экземпляров и 31 мая 1940 года самолёт был запущен в серию под обозначением МиГ-1.
Несмотря на доведение И-200 до серийного производства, КБ-1 продолжало непрерывно работать по устранению основных недостатков, в результате чего появилась конструкция, получившая название МиГ-3. Первый полёт переделанного самолёта был выполнен 29.10.1940 года.
Основным отличием МиГ-3 от МиГ-1 является установка дополнительного фюзеляжного топливного бака на 250 литров, с целью увеличения дальности и продолжительности полёта, а также изменения в составе вооружения. Эти изменения повлекли за собой перекомпоновку ряда агрегатов, с целью сохранения центровки самолёта. Также внесены изменения в систему бензопитания и маслопитания, ряд мелких изменений в оборудование ВМГ и самолёта.
17.07.1941 года вышло постановление ГКО № 176/сс о производстве МиГ-3 с предкрылками и пятью стрелковыми точками, и о срочных войсковых (фронтовых) испытаниях самолёта в такой комплектации. 
По результатам войсковых испытаний 25.07.1941 года вышло новое постановление ГКО № 277сс о серийном выпуске МиГ-3 с предкрылками и тремя стрелковыми точками, без крыльевых пулемётов.
После реэвакуации из Куйбышева в Москву (пост. ГКО № 1436с от 13.03.1942 г. по пр. НКАП № 207с от 16.03.1942 г.) ОКБ-1 завода № 1 НКАП гл. конструктора А. И. Микояна с опытным цехом было переведено на территорию завода № 480. Все сооружения, оборудование и кадры этого завода были переданы для образования нового самостоятельного опытного завода № 155 НКАП и ОКБ-155 в подчинении 7-го ГУ НКАП. Директором и гл. конструктором завода назначен Микоян.
Коллективом вновь сформированного ОКБ были продолжены работы по модификации самолёта МиГ-3, и до конца войны были созданы: И-230 (Д) с мотором АМ-35А, И-231 (2Д) с мотором АМ-39, И-211 (Е) с мотором М-82Ф. Разработаны и испытаны новые истребители И-220 (А) и И-225 (5А), высотные перехватчики И-221 (2А), И-222 (3А) и И-224 (4А), модификация истребителя сопровождения ДИС-200 (ИТ) с моторами М-82. Кроме проведения опытных работ, в 1942-43 гг заводом было выпущено 36 серийных МиГ-3. В конце войны был создан истребитель с ВРДК И-250, который выпускался малой серией как МиГ-13 (см. отдельную статью: И-250).

### Общая характеристика самолёта
(при написании данного раздела использовалась информация из учебного пособия по МиГ-3, изданного в 1941 году в Академии ВВС КА, см. раздел «Литература»)
Самолёт МиГ-3 — скоростной истребитель-перехватчик, но может быть использован как штурмовик или лёгкий пикирующий бомбардировщик. Самолёт представляет собой одномоторный одноместный скоростной моноплан с низкорасположенным крылом. Установлен рядный мотор жидкостного охлаждения АМ-35А с воздушным винтом ВИШ-22Е. Шасси двухстоечное, с хвостовым костылём, убираемое в полёте.
Конструкция самолёта смешанная. Передняя часть фюзеляжа и центроплан металлические, хвостовая часть фюзеляжа и консоли крыла деревянные. Стабилизатор — цельнометаллический, киль деревянный, рули обтянуты полотном.

### Лётные и технические характеристики самолёта
- длина самолёта в линии полёта — 8, 255 м
- размах крыла — 10,2 м
- площадь крыла с элеронами — 17,44 м2
- установочный угол крыла — +1°
- поперечное V крыла — 6°
- профиль крыла — «Кларк-УН»
- колея шасси — 2,8 м
- нормальный полётный вес с крыльевыми пулемётами — 3510 кг
- нормальный полётный вес с демонтированными крыльевыми пулемётами — 3355 кг
- перегрузочный полётный вес (полное пулемётное вооружение и бомбы на внешней подвеске 200 кг) — 3718 кг
- максимальная высота полёта — 11800 м
- максимальная скорость на высоте 7800 м — 640 км/ч
- максимальная скорость у земли — 495 км/ч
- максимально допустимая скорость на пикировании не более 645 км/ч (ограничение по прочности планера)
- длина разбега на взлёте — 347 м
- длина пробега на посадке — 410 м
- посадочная скорость со щитками, выпущенными на 50° — 144,5 км/ч
- тактическая дальность полёта самолёта со взлётным весом 3355 кг и остатком горючего перед посадкой 10% равна 820-857 км

### Конструкция планера
Фюзеляж конструктивно состоит из передней и хвостовой частей. 
Головная часть фюзеляжа состоит из стального каркаса и дюралевой неработающей обшивки и включает моторный отсек, передний бензобак, стрелковое вооружение и кабину лётчика. Каркас представляет собой стальную пространственную ферму, к которой приварены узлы крепления моторамы, центроплана и хвостовой части. Обшивка головной части состоит из пяти легкосъёмных дюралевых крышек, и обеспечивает хороший доступ ко всем агрегатам при обслуживании.
Хвостовая часть фюзеляжа полностью деревянная, состоит из каркаса и работающей обшивки. Каркас включает 4 лонжерона и 9 рам (шпангоутов), материал — сосна. Шпангоуты №№ 6, 8 и 9 ажурной конструкции из бакелитовой фанеры, усиленные. Киль выполнен заодно с фюзеляжем, несъёмный. Обшивка хвостовой части состоит из двух продольных половин, которые выклеиваются на болванке из берёзового шпона толщиной 0,5 мм. Всего накладывается 6 слоёв шпона на казеиновом клее. После сборки обшивки она покрывается полотном, шпаклюется и окрашивается. 
Центроплан цельнометаллический. Состоит из каркаса с одним лонжероном, двух усиленных стрингеров и 10 нервюр (по пять на каждой половине). Лонжерон изготовлен из хромансилевой стали, нервюры дюралевые, №№ 1 и 5 усиленные полками из стали. Обшивка центроплана дюралевая, работающая. Крепление центроплана к фюзеляжу осуществляется в 7 точках.
Крыло трапециевидное, с закруглёнными концами, цельнодеревянное. Каркас включает один лонжерон, два усиленных стрингера и по 15 нервюр. Лонжерон коробчатой конструкции, изготовлен из дельта-древесины и сосновой фанеры. Обшивка крыла — пятислойная бакелитовая фанера, крепится к каркасу на клею, шурупах и гвоздях, оклеивается миткалёвой тканью, шпаклюется и окрашивается. На каждой консоли смонтировано по элерону с осевой аэродинамической компенсацией 24%. На левом элероне приклёпана пластина, которая служит для устранения валёжки самолёта по крену путём её отгибания вручную в ту или иную сторону. Полный угол отклонения элеронов: вверх — 23°, вниз — 18°.
Посадочные щитки типа «Нортроп-Шренк», каркас и обшивка из дюраля. Состоят из правой и левой половин под центропланом и консолями. На посадке выпускаются на полный угол 50 градусов для снижения посадочной скорости. Также могут использоваться для повышения подъёмной силы на взлёте, в этом случае они выпускаются на 20 градусов.
Киль выполнен заодно с фюзеляжем и имеет установочный угол ноль градусов, то есть для компенсации реактивного момента воздушного винта на взлёте лётчику приходится подрабатывать рулём поворота, а в полёте требуется перестановка триммера. Полный угол отклонения руля поворота ± 25°.
Стабилизатор цельнометаллический, каркас и обшивка из дюраля. Левая и правая половины несимметричны: к фюзеляжу пристыковывается левая половина, а правая половина стыкуется с левой. Руль высоты состоит из двух половин, стыкующихся в плоскости симметрии. На правой половине руля установлен триммер. Полный угол отклонения руля высоты вверх — 30°, вниз — 25°.
Все рулевые поверхности самолёта обшиты хлопчатобумажной тканью АСТ-100 и покрыты лаком.

### Шасси
Две основные стойки с газомасляными амортизаторами и подрессоренный костыль. Уборка и выпуск стоек и костыля производится от пневмосистемы самолёта, предусмотрен аварийный выпуск под собственным весом. Костыльная установка собственного пневмоцилиндра не имеет и механически (тросовой передачей) связана с левой ногой шасси. Рабочий ход амортизаторов - 250 мм. Колёса полубаллонного типа размером 650х200 мм с тормозами камерного типа. Камерный тормоз состоит из 10 колодок, под которыми находится тормозная резиновая камера. При подаче в камеру сжатого воздуха камера расширяется и прижимает колодки к барабану колеса. Рабочее давление тормоза 8÷10 атм.

### Винтомоторная группа
На самолёте МиГ-3 был установлен V-образный двенадцатицилиндровый бензиновый карбюраторный поршневой мотор жидкостного охлаждения с одноступенчатым компрессорным нагнетателем, тип — АМ-35А (см. основную статью о моторе АМ-35). Мотор крепится к моторной раме 12 болтами. Запуск мотора производится сжатой карбюрированной смесью от системы высокого давления, так называемая система «Виет» — два дисковых самопуска.
Основные данные мотора:
- число цилиндров — 12
- диаметр одного цилиндра — 160 мм
- ход поршня:
  - левый блок цилиндров — 190 мм
  - правый блок цилиндров — 196,7 мм
- рабочий объём всех цилиндров — 46,66 л
- степень сжатия — 7±0.2
- взлётная мощность — 1350 л.с.
- номинальная мощность на расчётной высоте 6000 м — 1200 л.с.
- земная номинальная мощность — 1120 л.с.
- номинальное число оборотов — 2050 об/мин
- максимальное непрерывное время работы мотора на взлётном режиме, не более 5 мин
- топливо — этилированный бензин 4Б-78б (октановое число не менее 95)
- расход топлива на номинальной земной мощности —  300-325 г/л. с. ч
- моторное масло: летом — МС или МК, зимой — МЗС
- расход масла нормированный — не более 12 г/л. с. ч
- сухой вес мотора — 830 кг

Воздушный винт: трёхлопастный, автоматический, изменяемого шага, тип ВИШ-22Е или АВ-5Л-123. Регулятор винта типа Р-2 (или Р-7). Диаметр винта — 3 метра. Вес винта в сборе — 144 (145) кг. 
Навесные агрегаты мотора:
- электрогенератор постоянного тока ГС-10-350
- воздушный поршневой компрессор АК-50

Карбюраторы — К-35Б
Система зажигания — электрическая искровая. Два магнето типа БС-12ПЭА, свечи зажигания экранированные типа СВ-19.
Моторное масло заправлялось в количестве: картер двигателя — 15 кг, маслобак — 46 кг. Полная заправка маслосистемы МиГ-3 и при допустимом расходе масла мотором обеспечивает продолжительность непрерывного полёта самолёта в течение 1 час 10 мин — 1 час 15 мин. Полная замена моторного масла по регламенту: летом через каждые 15 часов наработки мотора, зимой — через 30 часов. 
Регламентные работы по мотору требовалось выполнять через каждые 25-30 моточасов. 
Моторы АМ-38А имели большое количество конструктивно-производственных дефектов и ограничений в эксплуатации и не отличались большой надёжностью. Так, к примеру, из-за несовершенства маслосистемы мотора запрещалось в полёте создание отрицательных перегрузок и ввод самолёта в пикирование с прямой. Более низким качеством отличались моторы после капремонта.
Ресурс мотора был установлен в 100 часов суммарной наработки, из которых на взлётном режиме — не более 3 ч. 20 мин.

### Топливная система
Состоит из 4 бензобаков: два по 140 литров в центроплане, передний бак перед кабиной лётчика (на 110 л), нижний бак на 250 литров за водорадиатором. На МиГ-1 и первых сериях МиГ-3 предусматривалась установка подвесных баков, но от нёё отказались из-за большого лобового сопротивления и ухудшения ЛТХ самолёта. Баки сварные из сплава АМЦ, протектированные. Все баки имеют заливные горловины, кроме нижнего бака, который заполняется самотёком. Топливо вырабатывается из баков в центроплане и нижнего бака, передний бак расходный и вырабатывается в последнюю очередь, всё управление выработкой - вручную, автомат расхода отсутствует. На первых сериях самолёта только передний бак имел механический топливомер «Телевель», остальные баки топливомеров не имели. Топливная система соединена системой дренажирования. К переднему баку приварен заливной бензиновый бачок на 5 литров, служащий для запуска мотора.
В качестве моторного горючего применяется топливная смесь 4Б-78, состоящая из авиационного бензина марки Б-78 с добавлением 4 см3 антидетонационной присадки на основе ТЭС на каждый литр бензина. Полная заправка самолёта составляет 463 кг. В заливной бачок заливается авиационный бензин с объёмной примесью 10% моторного масла.

### Масляная система двигателя
Система под давлением, с принудительной циркуляцией масла типа СС, МДС и охлаждением в масляно-воздушных радиаторах. Включает главный маслобак ёмкостью 50 литров, дополнительный маслобак в центроплане на 13 литров, два маслорадиатора, три маслопомпы на моторе. Полная заправка системы составляет 15 кг в картер мотора и 41 кг в маслосистему.

### Система охлаждения двигателя
Жидкостная с принудительной циркуляцией. Включает пластинчатый водорадиатор ОП-310, расширительный бачок на 17 литров, редукционный и обратный клапана. Для контроля температуры охлаждающей жидкости на выходе блока цилиндров установлен термометр. Полная заправка системы охлаждения — 64 литра воды с добавлением по весу 0,3% хромпика (дихромата калия).

### Воздушная система самолёта
Предназначена для активации и перезарядки оружия, уборки и выпуска шасси, работы тормозов шасси, выпуска посадочного щитка, запуска мотора. На самолёте установлен воздушный баллон высокого давления ёмкостью 6 литров, который заряжается от аэродромного источника до давления 120-150 атм. Высокое давление редуцируется перед сетью до давления 43-50 атм. В полёте давление 50 атм поддерживается установленным на моторе насосом (компрессором) АК-50.

### Бортовая электрическая сеть
Типовое электрооборудование на 27 вольт постоянного тока. На моторе установлен генератор, работающий в паре со свинцовым кислотным аккумулятором 12А-5.

### Вооружение самолёта МиГ-3
Включает стрелковое вооружение, бомбовое и специальное.
- стрелковое включает 5 пулемётов: два носовых пулемёта ШКАС с запасом патронов 2х750 шт, один носовой пулемёт БС с запасом патронов 280 шт, два крыльевые пулемёта БК с запасом патронов 2х145 шт.
- бомбовое вооружение — две бомбы типа ФАБ-100 на внешней подвеске под консолями крыла, замки ДЗ-40, электросбрасыватель ЭСБР-3П
- спецвооружение — химические выливные приборы ВАП-6м.

Примечание: первые серии МиГ-3 и часть МиГ-1 имели по три пулемёта и по 4 держателя внешней подвески с предельной загрузкой 220 кг.

## Недостатки
В МиГ-3 недостатки МиГ-1 были в основном изжиты, но некоторые его отрицательные свойства преодолеть не удалось. Велика была посадочная скорость — не менее 144 км/ч, недостаточная на небольших высотах манёвренность, велик радиус виража. Другими недостатками машины были низкий моторесурс (20-30 лётных часов) и пожароопасность двигателя.
Также на больших скоростях лётчик зачастую не мог открыть фонарь кабины МиГ-3, что делало невозможным покидание подбитой машины пилотом.
Из-за задней центровки самолёт был очень сложным в пилотировании, опытный лётчик становился на нём средним, а средний малоопытным, новичок же в большинстве случаев вообще не мог на нём летать.
МиГи имели деревянную конструкцию (основным материалом для консолей крыла и хвостовой части фюзеляжа служили сосна и дельта-древесина, обшивка выполнялась из бакелитовой  фанеры, оклеиваемой снаружи миткалёвой тканью). Как следствие, летать такие самолёты могли только в сухую погоду, было противопоказано также держать их на открытых аэродромах, поскольку в дождь внешняя фанерная обшивка отклеивалась от фюзеляжа и крыльев, делая самолёт непригодным к боевому применению. Но во время войны подавляющая часть самолётов базировалась именно на открытых аэродромах, что приводило к выходу их из строя.
С началом войны стало понятно, что основные воздушные бои проходят на малых и средних высотах, на которых манёвренность МиГ-3 резко ухудшалась.
В результате, в воздушных боях лета-осени 1941, части, вооружённые этими самолётами, понесли огромные потери, и вскоре модель была снята с производства. Оставшиеся экземпляры были переданы частям ПВО, где самолёт нашёл успешное применение как высотный перехватчик и ночной истребитель.

## МиГ-7
МиГ-7 — опытная модификация МиГ-3 с двигателем АМ-37, отличавшимся от АМ-35А наличием интеркулера. В 1941-м году был построен один экземпляр. В ходе испытаний выявилась неудовлетворительная продольная устойчивость и плохая работа ВМГ по причине недостаточной производительности старых радиаторов. В связи с этим серийное производство самолёта начато не было.

## Боевое применение во время Великой Отечественной войны

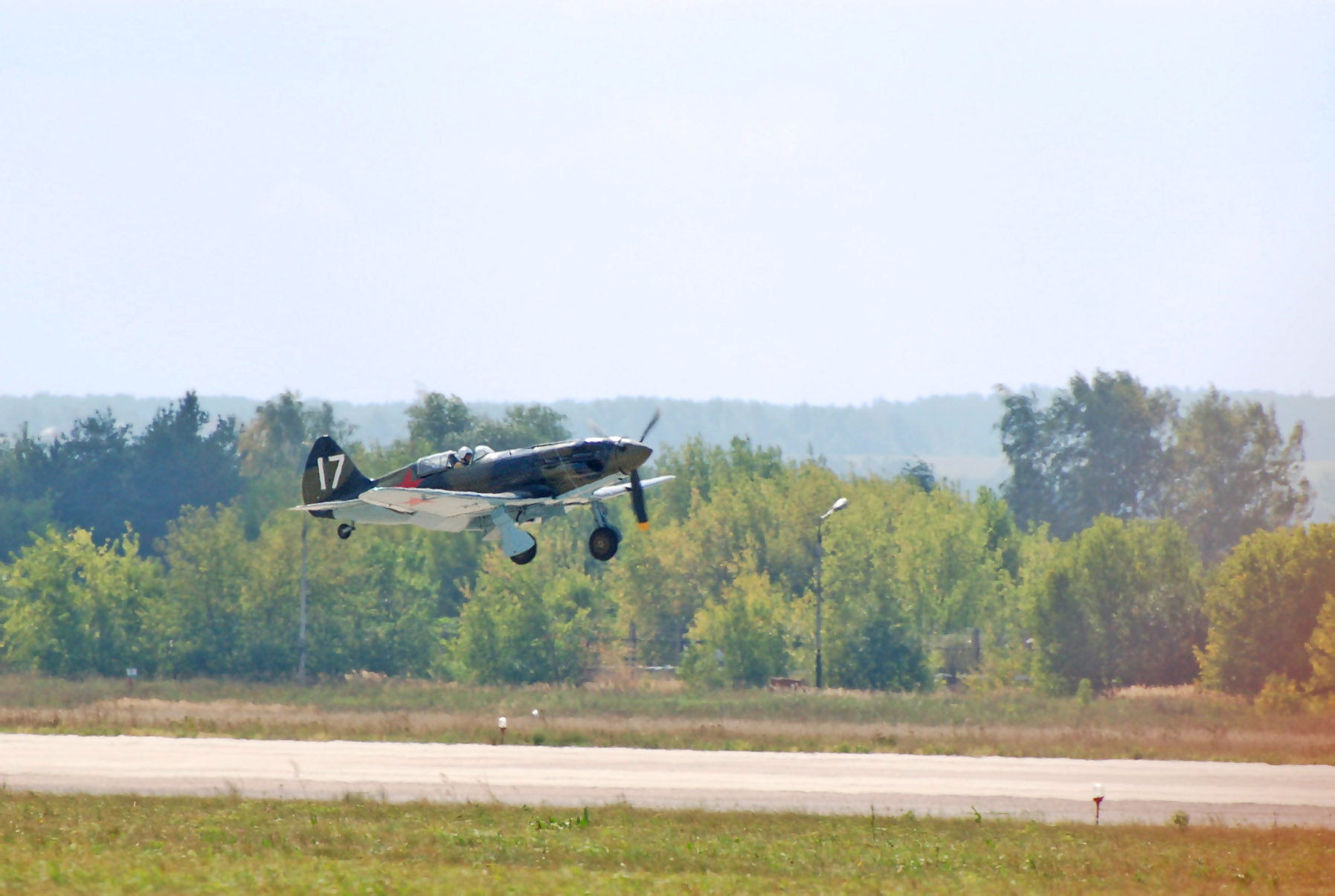
МиГ-3Р в полёте (МАКС-2007)

Самолёт использовался с первых дней Великой Отечественной войны и до её окончания, в основном в качестве истребителя-перехватчика объектовой ПВО. В начальный период ВОВ также применялся для визуальной воздушной разведки и нанесения бомбо-штурмовых ударов.    
По предложению лётчика-испытателя С. П. Супруна, были сформированы[когда?] два полка на МиГ-3 с большим процентом знакомых с самолётом  испытателей. Косвенно это помогло в устранении недостатков пилотирования, но остался непреодолённым основной недостаток МиГ-3: превосходя все истребители в скорости на высотах более 5000 м, он на малых и средних высотах уступал истребителям Як, Ла и немецким, что вместе со слабостью вооружения не позволяло полноценно использовать МиГ-3 как фронтовой истребитель. Но он нашёл себе применение как высотный ночной истребитель в системе ПВО, где его большой потолок (до 12 000 м) и скорость на высотах были решающими. Так он в основном и применялся до конца войны, в частности, охраняя Москву. На фронтах МиГ-3 применялся в 1941—1943 годах (на Брянщине, на Кубани, в Молдавии и в Крыму). В 1941 году МиГ-3, несмотря на стереотип о слабом вооружении, широко и успешно использовался как истребитель-бомбардировщик, с установкой под крыльями шести-восьми РС-82 (опыты с РБС-132 и РОФС-132) или двух ФАБ-50. Самолёты МиГ-3 были единственными среди истребителей нового типа, получившими в предвоенное время бомбодержатели и доведённую проводку системы сбрасывания. Также успешным было применение МиГ-3 как разведчика. Недостатком МиГ-1 и МиГ-3 была невозможность установки пушки в развале блока цилиндров двигателя, вызванная конструкцией микулинских моторов. Тем не менее, в совокупности на более трети выпущенных МиГ-3 вооружение усилили, добавив 2 пулемёта БК березина крыльевые, на 52 самолёта вовсе сняв все пулемёты установили по 2  пушки ШВАК.
На МиГ-3 сбил вражеский самолёт 22 июля 1941 года в самом первом бою над Москвой лётчик 2-й отдельной истребительной авиаэскадрильи ПВО Москвы Марк Галлай, на этом же самолёте в начале войны летал и одержал свою первую победу над немецким самолётом один из асов ВВС РККА А. И. Покрышкин, сбив Bf-109Е.

## Производство
Производство истребителей МиГ-3 в 1940—1942 годах (шт.), с разбивкой по составу вооружения:
| 2 х ШКАС (7,62 мм) + 1 х БС (12,7 мм)                              | 1976 |
| 2 х ШКАС (7,62 мм) + 1 х БС (12,7 мм) + 2 х БК (12,7 мм)           | 821  |
| 1 х ШКАС (7,62 мм) + 2 х БС (12,7 мм)                              | 3    |
| 2 х БС (12,7 мм)                                                   | 100  |
| 2 х БС (12,7 мм) + 2 х 3РОБ, для стрельбы РС-82                    | 215  |
| 2 х ШКАС (7,62 мм) + 1 х БС (12,7м) + 2 х 3РОБ, для стрельбы РС-82 | 2    |
| 2 х ШВАК (20 мм)                                                   | 52   |
| С дренажем, без вооружения (для ЦАГИ)                              | 1    |
| Без вооружения и рации                                             | 2    |
| Всего                                                              | 3172 |

| Производитель  | 1940 | 1941 | 1942 | 1943 | Всего |
| -------------- | ---- | ---- | ---- | ---- | ----- |
| № 1 (Москва)   | 20   | 3070 |      |      | 3090  |
| № 1 (Куйбышев) |      | 30   | 22   |      | 52    |
| № 155 (Москва) |      |      | 30   | 6    | 36    |
| Всего          | 20   | 3100 | 52   | 6    | 3178  |

|                | 1   | 2   | 3   | 4   | 5   | 6   | 7   | 8   | 9   | 10  | 11 | 12 | Всего |
| -------------- | --- | --- | --- | --- | --- | --- | --- | --- | --- | --- | -- | -- | ----- |
| № 1 (Москва)   | 150 | 175 | 200 | 270 | 270 | 298 | 496 | 562 | 450 | 199 |    |    | 3070  |
| № 1 (Куйбышев) |     |     |     |     |     |     |     |     |     |     | 3  | 27 | 30    |
| Всего          | 150 | 175 | 200 | 270 | 270 | 298 | 496 | 562 | 450 | 199 | 3  | 27 | 3100  |

## Модификации
- МиГ-1 (И-200 № 01, № 02, № 03, изд.61) — предшественник. Первый вылет 5 апреля 1940 г.
- МиГ-3 (И-200 № 04, изд.61) с мотором АМ-35А — Собственно, МиГ-3. Улучшенная модификация скоростного истребителя И-200 с мотором АМ-35А. Первый вылет состоялся 29 октября 1940 г.
- МиГ-3уд — серийная модификация, в которой фюзеляж якобы был удлинён до 8,45 м, благодаря чему, как утверждалось, удалось достичь повышения статической продольной устойчивости и небольшого улучшения аэродинамики. Современными исследователями существование такой модификации оспаривается[8].
- МиГ-3 с мотором АМ-38 — самолёт № 3595 для испытаний, также на несколько десятков машин в полевых условиях силами тех состава были заменены двигатели с АМ-35 на АМ-38
- МиГ-9 (И-210) — вариант со звездообразным мотором М-82
- МиГ-9Е (И-211) — варианты со звездообразным мотором М-82Ф
- МиГ-3У (И-230) с мотором АМ-35А — улучшенный вариант, построенный по Постановлению ГОКО от 26 февраля и приказом НКАП от 27 февраля 1943 г. МиГ-3У (Д-01) совершил первый полёт в мае 1943 г. По заказу ПВО построено 6 экземпляров: Д-01, Д-02, Д-03, Д-04, Д-05 и Д-06.
- МиГ-3 34 серии Модификация вооружённая 2 пушками ШВАК. Выпущено 52 машины.

## Тактико-технические характеристики

Схема самолёта.

Приведены данные государственных испытаний модификации МиГ-3.
Источник данных: Медведь, Хазанов, 2007, с. 48; Шавров, 1988.

Технические характеристики
- Экипаж: 1 пилот
- Длина: 8,25 м
- Размах крыла: 10,2 м
- Высота: 3,325 м
- Площадь крыла: 17,44 м²
- Профиль крыла: Кларк YH
- Коэффициент удлинения крыла: 5,97
- Масса пустого: 2699 кг
- Нормальная взлётная масса: 3355 кг
  - с пулемётами под крылом: 3510 кг
- Масса топлива во внутренних баках: 463 кг
- Объём топливных баков: 640 л
- Силовая установка: 1 × жидкостного охлаждения АМ-35А
- Мощность двигателей: 1 × 1350 л. с. (1 × 993 кВт (взлётная))
- Воздушный винт: трёхлопастный ВИШ-22Е
- Диаметр винта: 3 м

Лётные характеристики
- Максимальная скорость:  
  - у земли: эталон - ном. 495 км/ч; серийный - ном. 462~472 км/ч
  - на высоте: эталон - 640 км/ч на 7800 м; серийный - 603~621 км/ч на 7800 м
- Посадочная скорость: 144,5 км/ч
- Практическая дальность: 820—857 км на 7860 м
- Практический потолок: 11 500 м
- Нагрузка на крыло: 192 кг/м²
- Тяговооружённость: 284 Вт/кг
- Длина разбега: 347 м
- Длина пробега: 410 м
- Время набора высоты:
  - 5000 м за 6,5 мин
  - 8000 м за 10,28 мин
- Время виража: 25—26 с на 4000 м

Вооружение
- Стрелково-пушечное:  
  - 1 × 12,7 мм пулемёт БС с 300 патронов
  - 2 × 7,62 мм пулемёта ШКАС с 750 патронов на ствол
  - 2 × 12,7 мм пулемёт БК под крылом (дополнительно)

Существовала также пушечная модификация с двумя синхронными 20-мм авиапушками ШВАК
- Боевая нагрузка: 200 кг
- Неуправляемые ракеты: 6 × РС-82
- Бомбы: 2 × 50 кг или 100 кг бомбы

## Лётчики, сражавшиеся на МиГ-3
- Галлай, Марк Лазаревич
- Китаев, Николай Трофимович[9]
- Покрышкин, Александр Иванович
- Катрич, Алексей Николаевич
- Карпович, Викентий Павлович
- Антипов, Юрий Александрович
- Сорокин, Захар Артёмович[источник не указан 3038 дней]
- Савва, Николай Иванович
- Матвеев, Владимир Иванович

## Оценка противника
Немцы, захватившие некоторое количество МиГ-3, не стали принимать их на вооружение, так как после облётов они отметили сложность пилотирования, заключавшуюся в том, что самолёты с запозданием реагировали на движение ручки управления, в связи с чем они дали МиГу презрительное прозвище «Иван».